# Julia Faye

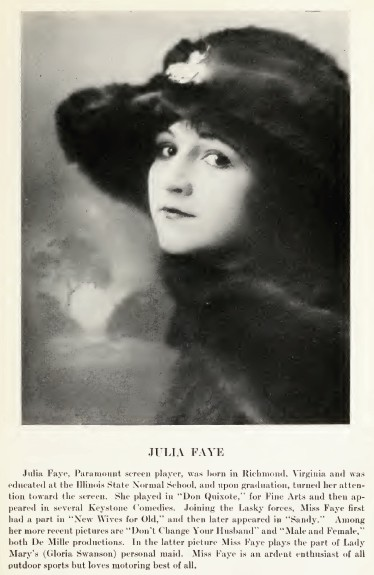
Retrat per a la publicació "Who's Who on the Screen" (1920)

Julia Faye (Richmond (Virginia), 24 de setembre de 1892 – Pacific Palisades (Califòrnia), 6 d'abril de 1966) va ser una actriu de cinema coneguda sobretot per haver participat en més de 30 pel·lícules de Cecil B. DeMille.

## Biografia
Va néixer a Richmond i va ser educada a la Illinois State Normal School. Els seus pares volien que estudiés magisteri però després de graduar-se es va sentir atreta pel mon del cinema. Un dia va visitar una seva tia a Hollywood i va voler veure un estudi cinematogràfic. Allà es va retrobar amb Christy Cabanne, el director, que havia estat veí seu quan era petita i la va posar en contacte amb el món del cinema. Va començar treballant per a la Triangle i després per a la Keystone de Mack Sennett al principi com a actriu de doblatge i després amb el seu paper. Va intervenir en pel·lícules com “A Movie Star” o “Bucking Society” i també va intervenir en rols menors com a "Intolerance" (1916) de D. W. Griffith. Poc després va començar a treballar per a la Lasky Players. Allà va conèixer un dia per casualitat Cecil B. DeMille director general de la companyia que poc després la va convidar a sopar. D'allí va néixer una amistat que poc després evolucionà i esdevingueren amants. El primer paper amb DeMille va ser “The Woman God Forgot” (1917) a les que seguirien l'any següent “The Whispering Chorus”, “Old Wives for New” (1918), “The Squaw Man” (1918) i “Till I Come Back to You” (1918). Quan DeMille va abandonar la Famous Players-Lasky el 1925 per crear la DeMille Pictures Corporation, Faye va ser una de les actriu que el va seguir junt amb Leatrice Joy, Rod La Roque, Florence Vidor o Mary Astor.
L'actriu va continuar treballant en les pel·lícules de DeMille fins a l'era del so, almenys fins que la relació personal es va dissoldre. El 1935 es va casar amb el guionista Walter Anthony Merill, essent la persona que la va portar a l'altar el mateix DeMille. Als anys 40, degut als pocs contractes amb el cinema, Faye va començar a tenir problemes econòmics. DeMille va respondre amb generositat posant Faye en la seva nòmina permanent i li va donar papers menors en les seves pel·lícules dels anys 40 i 50. La seva última aparició va ser a “The Buccaneer” (1958), que també va ser la darrera pel·lícula produïda per DeMille (va ser dirigida pel seu gendre, Anthony Quinn). A la mort de Cecil B. DeMille, la seva filla Cecilia es va fer càrrec del manteniment de l'actriu i va comprar una casa a Pacific Palisades per 40.000 dòlars on l'actriu va passar els darrers anys de la seva vida. Va morir el 6 d'abril de 1966 de als 73 anys.

## Filmografia parcial
- The Lamb (1915)
- As in the Days of Old  (1915)
- Don Quixote (1915)
- A Movie Star (1916)
- His Auto Ruination (1916)
- His Last Laugh (1916)
- Bucking Society (1916)
- The Surf Girl (1916)
- A Lover's Might (1916)
- Intolerance (1916)
- A Roadside Impresario (1917)
- The Woman God Forgot (1917)
- The Whispering Chorus (1918)
- Old Wives for New (1918)
- Sandy (1918)
- Till I Come Back to You (1918)
- Mrs. Leffingwell's Boots (1918)
- The Squaw Man (1918)
- Venus in the East (1919)
- Don't Change Your Husband (1919)
- A Very Good Young Man (1919)
- Stepping Out (1919)
- Male and Female (1919)
- It Pays to Advertise (1919)
- The Six Best Cellars (1920)
- Why Change Your Wife? (1920)
- Something to Think About (1920)
- Life of the Party (1920)
- The Snob (1921)
- Forbidden Fruit (1921)
- The Great Moment (1921)
- The Affairs of Anatol (1921)
- Fool's Paradise (1921)
- Saturday Night (1922)
- Nice People (1922)
- Manslaughter (1922)
- Nobody's Money (1923)
- Adam's Rib (1923)
- The Ten Commandments (1923)
- Hollywood (1923)
- Don't Call It Love (1924)
- Triumph (1924)
- The Breaking Point (1924)
- Changing Husbands (1924)
- Feet of Clay (1924)
- The Golden Bed (1925)
- Hell's Highroad (1925)
- The Road to Yesterday (1925)
- The Volga Boatman (1926)
- Bachelor Brides (1926)
- Meet the Prince (1926)
- Corporal Kate (1926)
- The Yankee Clipper (1927)
- The King of Kings (1927)
- His Dog (1927)
- The Fighting Eagle (1927)
- The Main Event (1927)
- Turkish Delight (1927)
- Chicago (1927)
- The Godless Girl (1929)
- Dynamite (1929)
- Not So Dumb (1930)
- The Squaw Man (1931)
- Only Yesterday (1933)
- Till We Meet Again (1936)
- You and Me (1938)
- Union Pacific (1939)
- The Spellbinder (1939)
- Remember the Night (1940)
- North West Mounted Police (1940)
- Pacific Blackout (1941)
- Reap the Wild Wind (1942)
- Holiday Inn (1942)
- So Proudly We Hail (1943)
- The Story of Dr. Wassel (1944)
- Casanova Brown (1944)
- Masquerade in Mexico (1945)
- To Each His Own (1946)
- Califòrnia (California) (1947)
- Easy Come, Easy Go (1947)
- Fear in the Night (1947)
- Blaze of Noon (1947)
- Welcome Stranger (1947)
- The Perils of Pauline (1947)
- Unconquered (1947)
- The Big Clock (1948)
- Mr. Reckless (1948)
- Beyond Glory (1948)
- Night Has a Thousand Eyes (1948)
- Joan of Arc (1948, no acreditada)
- Alias Nick Beal (1949)
- A Connecticut Yankee in King Arthur's Court (1949)
- Red, Hot and Blue (1949)
- Chicago Deadline (1949)
- Song of Surrender (1949)
- Samson and Delilah (1949)
- The Lawless (1950)
- On viu el perill (Where Danger Lives) (1950)
- Sunset Boulevard (1950)
- La vall del coure (Copper Canyon) (1950)
- Here Comes the Groom (1951)
- L'espectacle més gran del món (The Greatest Show on Earth) (1952)
- Els Deu Manaments (The Ten Commandments) (1956)
- El bucaner (The Buccaneer) (1958)